# Yeonsu (métro de Séoul)
Yeonsu (hangeul : 연수 ; hanja : 延壽) est une station de passage de la ligne Suin–Bundang du métro de Séoul. Elle est située au 115 Beotkkot-ro, quartier Yeonsu-dong dans l'arrondissement Yeonsu-gu sur le territoire de la ville métropolitaines Incheon, au sud-ouest de Séoul, en Corée du Sud.
Ouverte en 2012, la station est desservie par les rames omnibus qui circulent sur la ligne Suin–Bundang.

## Situation sur le réseau

Plan du réseau (2023)

Établie en aérien, la station Yeonsu est une station de passage de la ligne Suin–Bundang du métro de Séoul. : elle est située entre la station Woninjae, en direction du terminus nord Cheongnyangni, et la station Songdo, en direction du terminus ouest Incheon.